# Ашагы-Тюлякеран
Ашагы-Тюлякеран (азерб. Aşağı Tüləkaran) — село в Губинском районе Азербайджана.

## География
Расположено на берегу реки Агчай, в 18 км к юго-западу от административного центра района — города Губа.

## История
Село основано в XIX веке выходцами из села Тюлякеран (ныне Юхары Тюлякеран). Ойконим имеет татское происхождение. Селение Тулекеранъ на середину XIX века являлось татско-суннитским.

## Население
Материалы посемейных списков на 1886 год отмечают в Тюлекеранъ Енги-кендского сельского общества Кубинского уезда Бакинской губернии 126 жителей (15 дымов) и все «татары»-сунниты (азербайджанцы-сунниты).
По данным на 1 января 1933 года Тюлакеран входил в состав Еникентского сельсовета Кубинского района Азербайджанской ССР. Численность населения — 242 человека (39 хозяйств, 124 мужчины, 118 женщин). Население всего сельсовета состояло из тюрков (азербайджанцев) — 98,9 %.
По состоянию на 1976 год численность населения Ашагы-Тюлякеран составляла 432 человека. Жители занимались садоводством и животноводством. Из инфраструктуры имелись средняя школа, клуб, библиотека, медицинский пункт, узел связи.

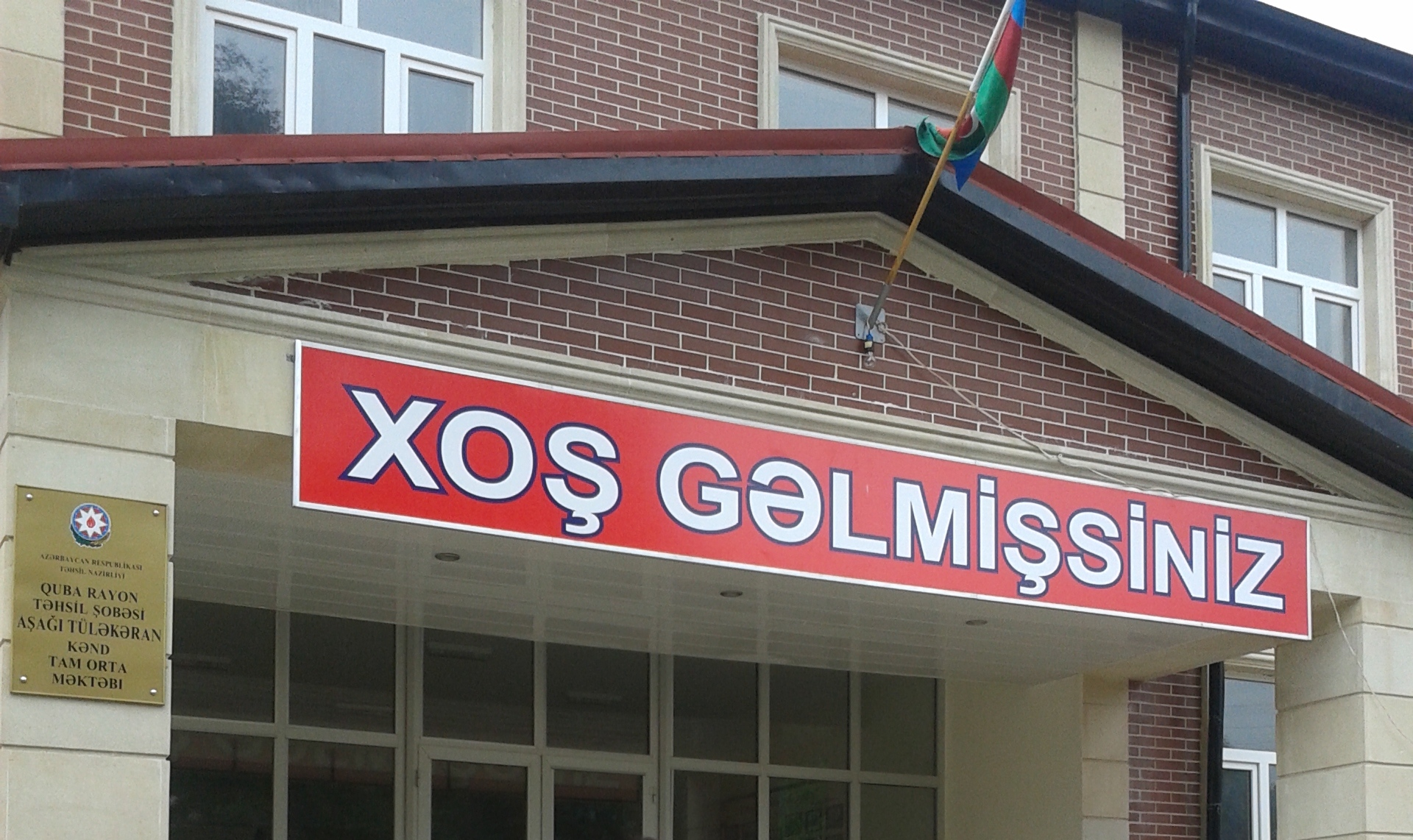
Школа в Ашагы-Тюлякеран